# Adelina Ibatullina
Adelina Ibatullina, oroszul: Аделина Ибатуллина (Ufa, 1999. január 26. –) Európa-bajnoki ezüstérmes baskír származású oroszországi öttusázó.

## Pályafutása
1999. január 26-án született Baskíria fővárosában Ufában baskír családba.
Részt vett a 2014-es ifjúsági olimpián, és egyéniben a hatodik helyen végzett. A vegyes váltóban a kirgiz Ragyion Hripcsenkóval versenyzett együtt, és hetedik lettek. Ezt követően aranyérmet szerzett a 2017-es U19-es világbajnokságon.
A 2019-es orosz bajnokságon egyéniben és csapatversenyben is az első helyen végzett. A 2019-es Európa-bajnokságon tizenegyedik helyen végzett és ezzel kvalifikációs helyet szerzett a 2020-as olimpiai játékokra. A 2019-es junior Európa-bajnokságon egyéniben aranyérmet szerzett. A 2019-es junior világbajnokságon három aranyérmet nyert: egyéniben, váltóban (Kszenija Fralcovával) és csapatversenyben. A 2019-es budapesti felnőtt világbajnokságon is részt vett, ahol a kvalifikációs csoportjában a tizenkilencedik helyen végzett.
A 2021-es Európa-bajnokságon csapatban ezüstérmet szerzett Gulnaz Gubajdullinával és Szofija Kozlovával.
Bár harmad magával sikeresen kvalifikálta magát a 2020-as tokiói olimpiára, de az Orosz Olimpiai Bizottságnak döntenie kellett, mert csak két versenyzőt nevezhettek be és Gulnaz Gubajdullinát és Uljana Batasovát választották.

## Sikerei, díjai
- Európa-bajnokság
  - ezüstérmes: 2021, Nyizsnyij Novgorod (csapat)

## Fordítás
Ez a szócikk részben vagy egészben  az   Adelina Ibatullina című angol Wikipédia-szócikk ezen változatának fordításán alapul.  Az eredeti cikk szerkesztőit annak laptörténete sorolja fel. Ez a jelzés csupán a megfogalmazás eredetét és a szerzői jogokat jelzi, nem szolgál a cikkben szereplő információk forrásmegjelöléseként.